# Porter (Oklahoma)
Porter es un pueblo ubicado en el condado de Wagoner en el estado estadounidense de Oklahoma. En el año 2010 tenía una población de 	566 habitantes y una densidad poblacional de 314,44 personas por km².

## Geografía
Porter se encuentra ubicado en las coordenadas 35°52′3″N 95°31′19″O / 35.86750, -95.52194 (35.867448, -95.521818).

## Demografía
Según la Oficina del Censo en 2000 los ingresos medios por hogar en la localidad eran de $21,012 y los ingresos medios por familia eran $23,875. Los hombres tenían unos ingresos medios de $23,750 frente a los $16,875 para las mujeres. La renta per cápita para la localidad era de $10,718. Alrededor del 19.7% de la población estaban por debajo del umbral de pobreza.